# UFC 66
UFC 66: Liddell vs. Ortiz fue un evento de artes marciales mixtas celebrado por Ultimate Fighting Championship el 30 de diciembre de 2006 en el MGM Grand Garden Arena, en Las Vegas, Nevada, Estados Unidos.

## Historia
El evento principal de UFC 66 fue una pelea de campeonato con dos de las más grandes estrellas de peso semipesado de UFC, el campeón de peso semipesado Chuck Liddell y el excampeón Tito Ortiz.

## Resultados

### Tarjeta preliminar
- Peso pesado: Christian Wellisch vs. Anthony Perosh

Wellisch derrotó a Perosh vía decisión unánime (29–28, 29–28, 29–27).
- Peso medio: Yushin Okami vs. Rory Singer

Okami derrotó a Singer vía sumisión (golpes) en el 4:03 de la 3ª ronda.
- Peso pesado: Gabriel Gonzaga vs. Carmelo Marrero

Gonzaga derrotó a Marrero vía sumisión (armbar) en el 3:22 de la 1ª ronda.
- Peso wélter: Thiago Alves vs. Tony DeSouza

Alves derrotó a DeSouza vía KO (rodillazo) en el 1:10 de la 2ª ronda. Después de la pelea Alves dio positivo por spironolactone. Fue multado con 5,500 dólares por la NSAC y suspendido por ocho meses.
- Peso semipesado: Michael Bisping vs. Eric Schafer

Bisping derrotó a Schafer vía TKO (golpes) en el 4:24 de la 1ª ronda.
- Peso pesado: Andrei Arlovski vs. Márcio Cruz

Arlovski derrotó a Cruz vía TKO (golpes) en el 3:15 de la 1ª ronda.
- Peso medio: Chris Leben vs. Jason MacDonald

MacDonald derrotó a Leben vía sumisión (guillotine choke) en el 4:01 de la 2ª ronda.
- Peso semipesado: Forrest Griffin vs. Keith Jardine

Jardine derrotó a Griffin vía TKO (golpes) en el 4:41 de la 1ª ronda.
- Campeonato de Peso Semipesado: Chuck Liddell (c) vs. Tito Ortiz

Liddell derrotó a Ortiz vía TKO (golpes) en el 3:57 de la 3ª ronda para retener el Campeonato de Peso Semipesado de UFC.

## Premios extra
- Pelea de la Noche: Chuck Liddell vs. Tito Ortiz
- KO de la Noche: Keith Jardine
- Sumisión de la Noche: Jason MacDonald